# Ivano Camozzi
Ivano Camozzi (ur. 12 kwietnia 1962 w Albino) – włoski narciarz alpejski. Zajął 4. miejsce w gigancie igrzyskach w Calgary w 1988 r. Nie startował na mistrzostwach świata. Najlepsze wyniki w Pucharze Świata osiągnął w sezonie 1987/1988, kiedy to zajął 38. miejsce w klasyfikacji generalnej.
Jego żoną jest szwajcarska narciarka alpejska Michela Figini.

## Sukcesy

### Puchar Świata

#### Miejsca w klasyfikacji generalnej
- 1982/1983 – 101
- 1985/1986 – 103
- 1986/1987 – 55
- 1987/1988 – 38
- 1988/1989 – 102
- 1989/1990 – 55

#### Miejsca na podium
1. Park City – 23 listopada 1989 (gigant) – 3. miejsce